# رباط (تشريح)
رباط في علم التشريح هي بناء حيوي، مركب من انسجة توصيل (أنسجة ضامة) كثيفة ومرتبة، وهي تشبه الأوتار من حيث البنية، وتتكون بشكل أساسي من ألياف الكولاجين وألياف أخرى مرنة ومرتبة بالتوازي، لتجعل النسيج، ذا قدرة عالية على تحمل شد المحاور.

## أنواع الأربطة
تقسم الأربطة بحسب موقعها ووظيفتها إلى:
1. أربطة مفصلية: وهي الأربطة التي توصل بين العظام مشكلة المفاصل، تتكون من من حبال سميكة من ألياف الأنسجة الضامة. البعض منها يعمل على تحديد مجال حركة المفصل ويمنعه من أداء حركات معينة قد تؤذيه.
  1. الأربطة الكبسولية هي جزء من الأربطة المفصلية التي تحيط بالمفاصل الزلالية (المتحركة) مكونة الكبسولة المغلفة لها. يوفر هذا النوع الدعم الميكانيكي للمفصل.
  2. الأربطة خارج الكبسولية هي تلك التي توصل العظام ببعضها في المفصل وهي المسؤولة عن ثبات العظام والمفاصل.
2. أربطة صفاقية: تسمى بعض الثنيات الصفاقية (البيريتونية) بالأربطة وعادة ما تحيط هذه الأربطة بأوعية دموية هامة ومن أهم مهامها أيضا تثبيت بعض الأعضاء الداخلية في أماكنها والحد من حركتها (مثال: الرحم).
3. أربطة البقايا الجنينية:هي أربطة صفاقية انحسرت مع الزمن لتتحول إلى بنى أنبوبية فارغة.